# Hold Your Fire (Patto)
| Recensione          | Giudizio          |
| ------------------- | ----------------- |
| AllMusic            | [ 1 ]             |
| Sputnikmusic        | 3.3 (Great)       |
| Progarchives        | [ 3 ]             |
| Ondarock            | Disco consigliato |
| Debaser             | [ 5 ]             |
| Storia della musica | [ 6 ]             |

Hold Your Fire è il secondo disco in studio del gruppo rock inglese Patto ed è stato pubblicato a dicembre del 1971.

## Tracce

### LP
Lato A
1. Hold Your Fire – 6:45 (Ollie Halsall, Mike Patto)
2. You, Point Your Finger – 4:30 (Ollie Halsall, Mike Patto)
3. How's Your Father – 4:45 (Ollie Halsall)
4. See You at the Dance Tonight – 5:50 (Ollie Halsall)

Lato B
1. Give It All Away – 4:10 (Ollie Halsall, Mike Patto)
2. Air Raid Shelter – 7:05 (Ollie Halsall)
3. Tell Me Where You've Been – 3:15 (Ollie Halsall, Mike Patto)
4. Magic Door – 4:30 (Ollie Halsall, Mike Patto)

### CD
Edizione CD del 2004, pubblicato dalla Repertoire Records (REPUK 1032)
1. Hold Your Fire – 8:04 (Mike Patto, Ollie Halsall)
2. You, You Point Your Finger – 4:33 (Mike Patto, Ollie Halsall)
3. How's Your Father – 4:44 (Ollie Halsall)
4. See You at the Dance Tonight – 4:55 (Ollie Halsall)
5. Give It All Away – 4:09 (Mike Patto, Ollie Halsall)
6. Air Raid Shelter – 7:05 (Ollie Halsall)
7. Tell Me Where You're Been – 3:48 (Mike Patto, Ollie Halsall)
8. Magic Door – 4:22 (Mike Patto, Ollie Halsall)
9. Beat the Drum – 5:07 (John Halsey, Clive Griffiths, Mike Patto, Ollie Halsall) – Bonus Track
10. Bad News – 4:36 (John Halsey, Clive Griffiths, Mike Patto, Ollie Halsall) – Bonus Track
11. Air Raid Shelter – 7:02 (Ollie Halsall) – Bonus Track - Alternative Version

## Formazione
- Mike Patto - voce solista
- Olly Halsall - chitarra, piano, vibrafono, organo, voce
- Clive Griffiths - basso, voce
- John Halsey - batteria, percussioni

Note aggiuntive
- Muff Winwood - produttore
- Registrazioni effettuate al Island Studios di Londra (Inghilterra)
- Brian Humphries e Richard Digby Smith - ingegneri delle registrazioni
- Patto - design album
- John Youssi - illustrazione copertina album (LP pubblicazione USA)
- Roger Dean - grafica
- Nostri ringraziamenti a Keith[12][10]